# رامشير
رامشير أو خلف آباد هي مدينة إيرانية تقع في القسم المركزي من مقاطعة خلف أباد في محافظة خوزستان. حسب إحصاءات المركز الرسمي للإحصاءات الإيرانية في 2006 كان يسكن رامشير 24782 شخص.